# Fernando IV de Castela
Fernando IV, o Emprazado (Alcázar de San Juan, 6 de dezembro de 1285 - Jaén, 7 de setembro de 1312) foi rei de Leão e Castela de 1295 até à sua morte.
Fernando era filho do rei Sancho IV e de Maria de Molina, senhora de Molina e Mesa, pertencente à família real castelhano-leonesa, uma vez que neta paterna da rainha Berengária de Castela e do rei Afonso IX de Leão.

## Regência
Em 1295, o rei Sancho IV de Castela faleceu. Fernando foi coroado rei em Toledo com apenas 9 anos de idade. A rainha-mãe Maria de Molina assumiu a regência até à sua maioridade em 1301, o que causou alguns confrontos com a nobreza castelhana e leonesa e deu lugar a intrigas urdidas pelos reis Afonso III de Aragão, Jaime II de Aragão, Dinis de Portugal e Filipe IV de França, senhor de Navarra.
Mas a hábil regente conseguiu manter Fernando no trono, pretendido para o seu primo Afonso de Lacerda por uma facção de nobres encabeçada pelo seu tio, o infante D. João. Esta pretensão fôra originada quando o seu pai Sancho IV se apoderara do trono legado a Afonso de Lacerda, em desrespeito à vontade testamentária do anterior rei Afonso X.

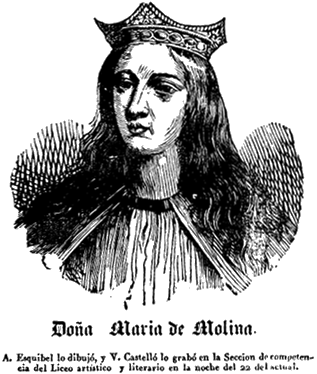
Gravura com a efígie de Maria de Molina (1838)

Era um tempo de relativa anarquia. Os nobres levantaram-se contra o rei e pediam novos benefícios em troca de uma certa lealdade, mas uma vez obtidos estes, voltavam aos seus feudos para maquinar novas sublevações. Com os nobres rebeldes aliados aos reis de Aragão, França, Maria de Molina negociou.
O rei D. Dinis de Portugal acabou por aceitar terminar a invasão em troca das vilas de Serpa e Moura. Pelo Tratado de Alcanises (1297) firmou a Paz com Castela, definindo-se nesse tratado as fronteiras actuais entre os dois países ibéricos. Por este tratado previa-se também uma paz de 40 anos, amizade e defesa mútuas.
Pouco a pouco, e graças ao grande prestígio político que ganhou durante o seu governo, Maria de Molina foi conseguindo desarmar estes nobres revoltosos. O próprio infante D. João, seu cunhado, chegou a prestar vassalagem ao rei.
D. Maria lutou com todas as suas armas para manter o reino em paz e para o entregar ao seu filho em condições bastante favoráveis, mas os historiadores contam que quando Fernando IV chegou à maioridade, mostrou-se ingrato com a sua mãe. Pediu contas dos gastos do reino, que tinham sido empregues para manter a paz.
A rainha-mãe enfrentou a situação humilhante com firmeza e dignidade e apresentou as contas em pormenor, onde se podia ver como tinha usado o seu próprio dinheiro para o erário público. Também apresentou as joias de Sancho IV intactas, a pedido do seu filho, juntamente com as suas próprias joias.

## Reinado
Fernando foi um rei fraco, apoiado numa política de cedências. Uma das decisões importantes do novo rei foi o acordo de fronteiras com Jaime II de Aragão em 1304, a Sentença Arbitral de Torrellas: estabeleceu-se o limite para Castela na margem direita do rio Segura, incluindo a cidade de Múrcia, conquistada por Jaime de Aragão a Fernando de Castela com o auxílio de Afonso de Lacerda. Foi um convénio pouco favorável para Castela.

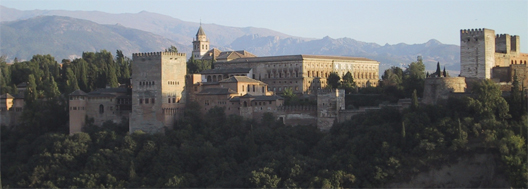
Alhambra, centro do poder dos mouros do Reino Nacérida de Granada

Depois, Fernando pretendeu aplacar as pretensões do seu primo Afonso de Lacerda, a quem concedeu vilas e lugares. A paz teve curta duração porque outro rival, o seu tio infante D. João, rebelou-se novamente até que finalmente Maria de Molina conseguiu fazer fracassar os seus intentos.
Aliando-se com os reis de Aragão e Portugal, Fernando IV tentou conquistar o Reino de Granada, mas esse projecto foi um fracasso. Só teve êxito na conquista de Gibraltar, onde entrou triunfante em agosto de 1305. Em 1309, juntamente com Jaime II de Aragão, cercou Algeciras, domínios dos mouros nacéridas, mas levantou o cerco em troca de Bedmar e Quesada. Iniciou também a tomada de Granada, mas morreu durante a preparação desta empresa.
Faleceu na sua tenda em Jaén, a 7 de Setembro de 1312, deixando dois filhos pequenos e a sua consorte viúva, que veio a falecer um ano depois. A regência em nome de Afonso XI seria entregue mais uma vez a Maria de Molina.

## O Emprazado
Uma lenda não confirmada diz que a sua morte deveu-se à maldição dos irmãos Carvalhal, inimigos do monarca. Fernando IV sentiria um grande ódio por estes dois rivais, João e Pedro Afonso de Carvalhal, e encarregou o seu favorito João Afonso de Benavides do assassínio destes. Houve uma luta, mas como quem morreu foi o favorito do rei, este mandou prender os irmãos, que foram encontrados na feira de Medina del Campo, quando compravam arreios para os seus cavalos.
A pena consistiu em encerrá-los numa cela do castelo de Martos (perto de Jaén) e lançá-los do precipício em poucos dias. Os irmãos Carvalhal declararam-se inocentes, uma vez que tinha agido em legítima defesa, não por assassinato. No momento da sua morte garantiram que o rei seria levado ao juízo de Deus no prazo de um mês, caso eles fossem realmente inocentes. O rei morreu exactamente um mês depois desta execução. Por este motivo, Fernando IV foi cognominado de o Emprazado.
A lenda não é contemporânea da morte de Fernando e parece uma cópia da maldição que Jacques de Molay, o último grão-mestre da Ordem dos Templários, teria lançado sobre Filipe, o Belo e outros poderosos de França aquando da sua execução.

## Casamento e descendência
Fernando casou-se em 1302 em Valladolid com Constança, infanta de Portugal, filha da Rainha Santa Isabel e do rei D. Dinis I de Portugal. Deste casamento nasceram:
- Leonor de Castela (1307-1359), casou-se com Jaime, príncipe herdeiro de Aragão (em 1319) e com Afonso IV de Aragão (em 1329)
- Constança, infanta de Castela (1308-1310)
- Afonso XI, rei de Leão e Castela (1311-1350)[1]